# Thorecta madagascarensis
Thorecta madagascarensis är en svampdjursart som beskrevs av Lendenfeld 1889. Thorecta madagascarensis ingår i släktet Thorecta och familjen Thorectidae.
Artens utbredningsområde är havet kring Madagaskar. Inga underarter finns listade i Catalogue of Life.